# Смертельная болезнь
«Смертельная болезнь», также известный как «Болезнь смертельна, так что…» и «Разделение души» (яп. 死に至る病、そして; дословно — «Смертельная болезнь и») — шестнадцатый эпизод аниме-сериала «Евангелион». Режиссёр — Кадзуя Цурумаки, сценаристы — Хироси Ямагути и Хидэаки Анно. Впервые был показан 17 января 1996 года на TV Tokyo, набрав 9,4 % аудитории.
В Токио-3 пребывает двенадцатый ангел Лелиил, представляющий собой чёрную сферу с белыми полосками. Рей Аянами на Еве-00, Синдзи Икари на Еве-01 и Аска Лэнгли Сорью на Еве-02 отправляются его уничтожить. Ева-01 нападает на Лелиила, однако сфера исчезает и под ней расширяется её тень, которая является истинным телом ангела. Ева-01 проваливается в неё, попадая в море Дирака. Синдзи погружается в свой внутренний мир. Затем к нему приходит светящаяся женщина, его мать Юи. Она обнимает его, после чего Ева-01 вырывается из Лелиила: она разрывает сферу изнутри. В конце эпизоде Синдзи просыпается в больнице. Рей, сидящая около его койки, уходит в коридор. В дверном проёме Синдзи видит Аску.

## Сюжет

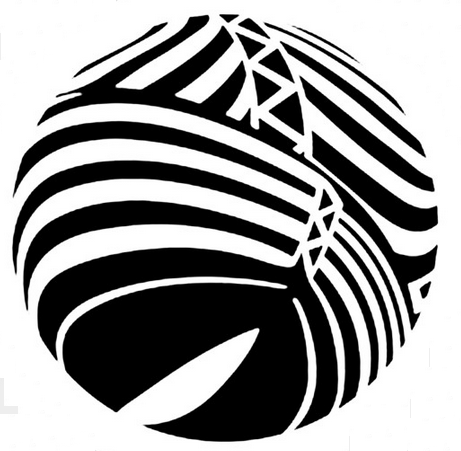
Лелиил

Эпизод начинается с того, как в квартире майора Nerv Мисато Кацураги Аска Лэнгли Сорью жалуется на то, что вода в ванной слишком горячая, и Синдзи Икари извиняется. Мисато начинает его защищать. Аска говорит, что Мисато хорошо относится к нему, потому что она возобновила отношения с Рёдзи Кадзи. Мисато отрицает это, однако в этот же момент ей приходит на автоответчик сообщение от Кадзи, в котором он зовёт её выпить в бар. Затем пилоты Ев — Синдзи, Аска и Рей Аянами — проходят тест на синхронизацию. Аску злит то, что Синдзи прошёл его лучше всех.
На следующий день в Токио-3 пребывает двенадцатый ангел Лелиил, представляющий собой чёрную сферу с белыми полосками. Рей на Еве-00, Синдзи на Еве-01 и Аска на Еве-02 отправляются, чтобы его уничтожить. Синдзи берёт на себя роль атакующего и нападает на ангела. Однако сфера исчезает и её тень расширяется до 680 метров в диаметре и толщиной три нанометра. Ева-01 проваливается в неё, попадая в море Дирака.
Вытащить Еву-01 из море Дирака не представляет возможности. Режим жизнеобеспечения сможет работать ещё около 16 часов, по истечении которых Синдзи умрёт. Главный научный сотрудник Nerv Рицуко Акаги говорит, что тень от сферы является истинным телом Лелиила, в то время как сама сфера — его тень. Также она предлагает план по извлечению Евы-01 из ангела путём сброса 992 N² бомб, но в таком случае есть риск смерти пилота.
Синдзи погружается в свой внутренний мир. В поезде происходит разговор между его эго и супер-эго (последнее является Лелиилом) об отце, руководителе Nerv Гэндо, и одиночестве. Системы обогрева и циркуляции кислорода отказывают. К Синдзи приходит светящаяся женщина, ласкающая его за щеку. Это его мать Юи. Она обнимает его.
Nerv готовится сбросить N² бомбы в Лелиила согласно плану Рицуко. Однако в этот момент из сферы ангела вырывается рука Евы-01. Затем она разрывает сферу и выходит наружу. Синдзи приходит в сознание в больнице. Рядом с его койкой сидит Рей. Заметив, что он проснулся, она выходит из палаты. В дверном проёме Синдзи видит Аску, которая сразу же прячется в коридоре.

## Производство
В 1993 году Gainax опубликовала «Предложение» (яп. 企画書), презентационный документ о «Евангелионе», в котором шестнадцатый эпизод носил название «В сердце врага» (яп. 敵の心の中で). Синдзи должен был быть захвачен ангелом и вступить с ним в контакт. Позже первичные сюжеты тринадцатого, четырнадцатого и пятнадцатого эпизодов были включены в состав шестнадцатого.
Режиссёром и раскадровщиком эпизода является Кадзуя Цурумаки, сценаристами — Хироси Ямагути и Хидэаки Анно, главным аниматором — Синъя Хасэгава. Во вступительной музыкальной теме использована песня «A Cruel Angel's Thesis» в исполнении Ёко Такахаси, а в заключительной — 3 Person Vocal interlude starts - towards the end / Normal Orchestra версия «Fly Me to the Moon».

## Темы и отсылки
В «Смертельная болезнь» Синдзи сталкивается с диссоциацией и расщеплением эго. В эпизоде затрагивается понятие самонаказания — психологического термина, заключающегося в аутоагрессии, вызванной чувством вины: в начале эпизода Аска жалуется на то, что вода в ванной слишком горячая, и Синдзи извиняется; Аска называет его склонность постоянно извиняться «условным рефлексом». В эпизоде раскрывается слабость Аски — гордыня: она испытывает злость, когда Синдзи проходит тест на синхронизацию лучше всех. В море Дирака в поезде, олицетворяющем жизнь, происходит диалог между эго и супер-эго Синдзи (последнее является Лелиилом). Японовед Клод Смит сравнил утверждение Синдзи о том, что он продолжает жить только ради похвалы, с концепцией недобросоветности Жан-Поля Сартра, которая заключается в самообмане.
Пистолет Евы-01 из эпизода схож с израильским самозарядным пистолетом Desert Eagle. Имя Лелиила является отсылкой на иудейского ангела Лайлу, а японское название эпизода «Смертельная болезнь и» — на сочинение датского философа Сёрена Обье Кьеркегора «Болезнь к смерти». Упомянутое в эпизоде море Дирака является реальной теорией британского физика-теоретика Поля Дирака, согласно которой в вакууме существует море невидимых античастиц.

## Показ и критика
Впервые «Смертельная болезнь» был показан 17 января 1996 года на TV Tokyo, набрав 9,4 % аудитории. В 1997 году он занял 16-е место в гран-при Animage, набрав 111 голосов.
Редактор Film School Rejects Макс Ковилл поставил «Смертельную болезнь» на 4-е место своего рейтинга эпизодов сериала. Он назвал его «тёмной стороной Евангелиона», похвалил за анимацию. Также Ковилл поставил два кадра из эпизода на 8-е и 7-е места своего рейтинга лучших кадров сериала. Акио Нагатоми из Anime Café похвалил «Смертельную болезнь» за самопознание Синдзи в море Дирака. Редактор Syfy Universal Дэниел Докери отметил, что с 16-го эпизода Евангелион стал развиваться наилучшим и душераздирающим образом. Джек Кэмерон из Screen Rant поставил битву Еву-01 с Лелиилом на 11-е место своего рейтинга битв сериала, назвав ангела странным. Аджай Аравинд из Comic Book Resources поставил битву на 4-е место своего рейтинга лучших битв сериала.

## В культуре
В опенинге аниме «Человек-бензопила» главный герой Дэндзи выходит из чёрной сферы, что является отсылкой на сцену из «Смертельной болезни», в которой Ева-01 выбирается из Лелиила, разрывая его.

## Продукция
«Смертельная болезнь» был включён в DVD-сборники «Second Impact Box» Gainax и «Евангелион. Том 3 серии 14―20» российской компанией MC Entertainment, выпущенные в феврале 2001 и 30 августа 2005 года соответственно. Эпизод вошёл в Blu-ray-сборник «Neon Genesis Evangelion Blu-ray BOX», выпущенный японской компанией King Records 26 августа 2015 года. Японская компания Movic выпустила футболки, основанные на эпизоде.

### На японском языке
- Evangelion Chronicle (яп.). — DeAgostini, 2010. — Vol. 10.
- Evangelion Chronicle (яп.). — DeAgostini, 2010. — Vol. 19.
- Evangelion Chronicle (яп.). — DeAgostini, 2010. — Vol. 26.
- Evangelion Chronicle (яп.). — DeAgostini, 2010. — Vol. 29.
- Evangelion Chronicle (яп.). — DeAgostini, 2010. — Vol. 46.
- Gainax. Neon Genesis Evangelion Newtype 100% Collection = 新世紀エヴァンゲリオン NEWTYPE 100％ COLLECTION (яп.). — Kadokawa Shoten, 1997. — ISBN 4-04-852700-2.
- Neon Genesis Evangelion Film Books (яп.). — Kadokawa Shoten, 1996. — Vol. 5.

### На других языках
- Bartoli F. Neon Genesis Evangelion e la Kabbalah: dal Tempo di dolore al Tempo Benedetto (итал.) // Antrocom. — 2008. — V. 4. — P. 29—36.
- Fujie K., Foster M. Neon Genesis Evangelion: The Unofficial Guide (англ.). — Tokyo: DH Publishibg, 2004. — 188 p. — ISBN 9780974596143.
- Sartre J.-P. Being and Nothingness: An Essay on Phenomenological Ontology = L'Être et le néant : Essai d'ontologie phénoménologique (англ.) / Translated by Hazel Estella Barnes. — Washington Square Press, 1992. — 811 p.
- Smith C. You Are Not Alone: Self-Identity and Modernity in Neon Genesis Evangelion and Kokoro :  [англ.]. — Florida State University. — 2008.